# Krasnokamsk
Krasnokamsk (ros. Краснока́мск) – miasto w Rosji, w Kraju Permskim, nad Kamą.
W 1929 zdecydowano o lokalizacji kombinatu celulozowo-papierniczego, w 1933 Krasnokamsk stał się osiedlem typu miejskiego. Prawa miejskie od 1938 r. Kombinat rozpoczął produkcję w 1936 i był największy w Europie.